# Augusta (Luisiana)
Augusta es una pequeña comunidad ubicada en la parroquia de Plaquemines, en el estado de Luisiana, Estados Unidos. Se encuentra al sur del estado, en el delta del río Misisipi, a la orilla del golfo de México.

## Geografía

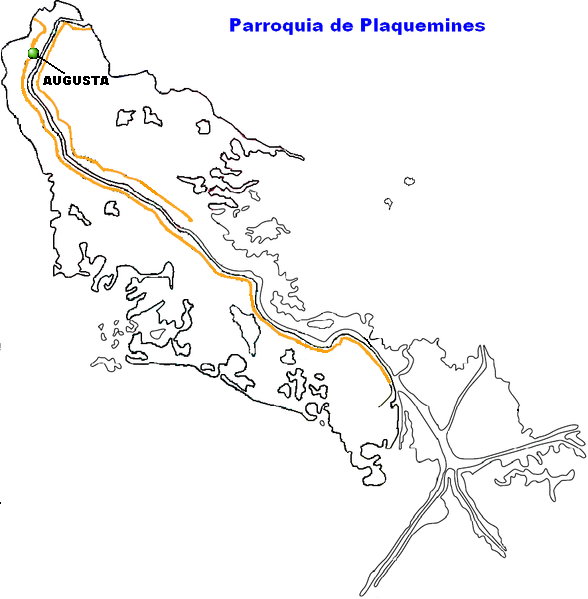
Localización de Augusta en el mapa de la Parroquia de Plaquemines

La localidad de Augusta se localiza en 29°08′00″N 90°2′12″O / 29.13333, -90.03667 (29.80N, 90,017.). Esta comunidad posee sólo siete pies de elevación sobre el nivel del mar, convirtiéndola una zona vulnerable a las inundaciones. Su población se compone de menos de doscientos habitantes. Esta comunidad se localiza a diecinueve kilómetros de Nueva Orleans la principal ciudad de todo el estado, y a 514 kilómetros del aeropuerto internacional más cercano, el (IAH) Houston George Bush Intercontinental Airport.